# Bartolomeu Jacinto Quissanga
Bartolomeu Jacinto Quissanga (n. 23 noiembrie 1991, Angola), cunoscut ca Bastos, este un fotbalist angolez care evoluează în prezent pentru Botafogo.